# Joachim Zinner
Pour les articles homonymes, voir Zinner.
Joachim Zinner est un paysagiste néo-classique né à Vienne en 1742, probablement à l'Augarten, et mort à Bruxelles le 2 juin 1814.

## Biographie
Né à Vienne, fils d'Antoine (Anton) Zinner (1676-1751) jardinier du prince Eugène de Savoie, Joachim Zinner est issu d'une lignée d'arboristes se succédant sur deux siècles. Neveu de Charles Zinner, dessinateur et jardinier de l'Orangerie du Parc de Bruxelles au service du prince Charles de Lorraine, Zinner, orphelin de père, est recueilli par son oncle auquel il succède en qualité de jardinier de l'Orangerie en juin 1764.

## Famille
Établi chez son oncle, il épouse secrètement à la Cathédrale Saints-Michel-et-Gudule le 27 juillet 1761 Marie-Anne (Maria-Anna) Zinner (1743-1802) sa cousine germaine enceinte de ses œuvres. De ce mariage sont issus quatre enfants : 1) Eugène (né le 14 septembre 1761), 2) Jeanne Marie (née le 23 septembre 1763 et morte le 11 août 1769), 3) Marie Rose (née le 25 mai 1765) et 4) Louise Jeanne (née le 22 avril 1767 et décédée à Ixelles le 27 juin 1791, mariée à Ixelles le 17 août 1790 à Jean Joseph Louis Van Pladius dit Belin, originaire de Louvain).

## Carrière
En 1773 le prince de Starhemberg, ministre plénipotentiaire à Bruxelles auprès du gouverneur-général des Pays-Bas, envisage le réaménagement complet du site de l'ancienne Cour de Bruxelles. Le Parc est évidemment concerné par ce projet de grande ampleur. C'est en 1775 que le gouvernement décide de débuter l'aménagement d'un nouveau parc. Barnabé Guimard, architecte de l'ensemble du nouveau quartier, charge Zinner de collaborer aux travaux d'exécution du Parc dans sa spécialité : choix de plants de qualité, prescriptions relatives aux écarts entre les essences et direction des opérations de plantation. Zinner est également fréquemment employé à dresser des plans-relevés préparatoires aux travaux. Il assiste Guimard dans ses relevés et dans le marquage au sol du tracé du Parc. Zinner est placé sous la direction de Baudour, inspecteur du Parc, et sous la haute tutelle de Starhemberg et de Limpens. Même si Zinner n'est pas le créateur du parc, son rôle s'avère majeur dans sa réalisation. Sa volonté esthétique transparaît lors du choix de créer des bosquets adaptés aux quatre saisons ou de l'alignement des sujets qu'il a lui-même sélectionnés. Il parvient également à faire valoir sa méthode de travail en conseillant de creuser des tranchées destinées à accueillir les arbres tout le long des allées. De juillet à septembre 1776. Zinner dirige une équipe d'une soixantaine d'ouvriers. En 1778 il travaille à la réalisation d'une maquette représentant le Parc et ses alentours qu'il ira présenter à la cour de Vienne en 1780.
De retour de Vienne en 1781 Zinner doit quitter son logement de l'Orangerie et est mis en disponibilité. Ses gages lui sont toutefois octroyés jusqu'en janvier 1784, date de la fin des travaux du Parc. Son statut se précarise, car depuis des années, il doit rembourser les dettes jadis contractées par son oncle. Durant ces quelques années difficiles, il effectue des prestations pour des particuliers soucieux d'embellir leur domaine.
En 1787 Zinner est nommé directeur des pépinières, semis, plantis et repeuplement de la Forêt de Soignes, fonction dans laquelle il s'illustre par ses talents et ses connaissances, si bien qu'en 1795 il est nommé sous-inspecteur des bois et forêts, fonction assortie d'une augmentation de ses appointements. Sous le Régime français Zinner est nommé en 1803 au titre d'inspecteur des biens des hospices et de ceux des établissements de bienfaisance du premier arrondissement de Bruxelles. Son rôle consiste à surveiller les bois et les demeures. Il meurt en juin 1814, ayant légué tous ses biens à Corneille Hommelen,son barbier.

## Réalisations
- 1776-1784 : Collaboration à l'aménagement du Parc de Bruxelles
- 1788 : Repeuplement forestier de la forêt de Soignes